# Фотографування бюлетеня
Фотографування бюлетеня — процес фотозйомки виборчого бюлетеня, потенційно пов'язаний або з підкупом виборця, або з використанням його адміністративно залежного положення по роботі чи навчанні. Полягає в тому, що організатор примушує виборця проголосувати за певну кандидатуру і потім показати йому фото «правильно» заповнений бюлетеня як підтвердження. 
Фотозйомка виборчого бюлетеня в особистих (некомерційних) цілях в більшості країн допускається, якщо зйомка не спрямована на порушення таємниці голосування. Особливою формою фотографування бюлетеня є селфі з бюлетенем.

## Опис методу
Суть методу «фотографування бюлетеня» як порушення виборчого законодавства полягає в попередній змові будь-якої особи з виборцем, згідно з якою останній повинен заповнити бюлетень потрібним чином, після чого сфотографувати його на камеру як підтвердження свого голосу і показати фотографію особі, яка організувала цей процес.
Примушування виборця голосувати певним чином з фотографією бюлетеня як доказ служить, як правило, для організатора цього процесу способом впливу на результати голосування, якщо, наприклад, він в цьому зацікавлений як прихильник певних політичних ідей або як якась посадова особа, яка отримала за це винагороду або наказ від свого начальства.
Виборець відзначається в списку «лояльних» співробітників або учнів, якщо організаторами використовується адміністративно залежне становище виборця по роботі чи навчанні, або, рідше, може отримати від організатора гроші, інші матеріальні цінності, якщо порушення відбувається безпосередньо біля виборчої дільниці. У цьому плані він нагадує метод «карусель», проте, на відміну від нього, не вимагає винесення з виборчої дільниці незаповненого бюлетеня.
Боротися з даним методом впливу на підсумки голосування важче, ніж з «каруселлю», оскільки відсутній склад злочину. Сам факт фотографування виборцем свого бюлетеня може як бути порушенням виборчого законодавства, як, наприклад, в Канаді, країнах Південної Африки або США, де більш ніж в 20 штатах фотозйомка бюлетеня з метою припинення можливих підкупів і тиску на виборців заборонена, так і не бути, як в Росії, хоча, в останньому випадку, може кваліфікуватися як порушення таємниці голосування, що є порушенням статті 141 Кримінального кодексу.
Пункт 5 статті 248 Виборчого Кодексу України, говорить: "...Під час заповнення виборчого бюлетеня забороняється присутність інших осіб, здійснення фото- та відеофіксації у будь-який спосіб.". Тобто фотографування бюлетеня  в Україн де-юре заборонена, але де-факто передбачена тільки кримінальна відповідальність не за саму фотозйомку на виборчій дільниці, в кабінці для голосування, фотозйомку заповненого чи незаповненого бюлетеня (у т. ч. селфі) тощо, а лише за порушення таємниці голосування, тобто за розголошення змісту волевиявлення, наприклад, шляхом демонстрації фотографії бюлетеня, та за підкуп виборця. Також передбачена адміністративна відповідальність за порушення  обмежень щодо агітації в день голосування.

## Способи боротьби
Виборцю можна обійти голосування за кандидатуру, якщо її вибір не збігається з інтересами голосуючого, наступними способами. Як відзначають різні експерти, можна використовувати чорну нитку, дріт, прозору плівку або шматочок паперу з відміткою для імітації знака в бюлетені; скористатися можливостями фотомонтажу і обробити фотографію; попередньо завантажити на мобільний пристрій необхідної фотографії бюлетеня, зробленої іншим виборцем, або ж, після того, як бюлетень сфотографований, проставити кілька знаків в квадратах для заповнення.